# Ronde van Paraná
De Ronde van Paraná (Spaans: Volta Ciclística Internacional do Paraná) is een voormalige meerdaagse wielerwedstrijd in de staat Paraná, Brazilië die in het voorjaar wordt verreden. De koers is onderdeel van de UCI America Tour en heeft een classificatie van 2.2. De wedstrijd wordt georganiseerd door de Braziliaanse wielerbond.
In 2008 verdween de koers van de UCI America Tour-kalender, om een jaar later weer terug te keren op het hoogste continentale niveau.

## Lijst van winnaars

### Overwinningen per land
| Overwinningen | Land     |
| ------------- | -------- |
| 8             | Brazilië |
| 1             | Chili    |